# Peter de Rosa
Peter Clement de Rosa (* 12. November 1932 in London; † 4. November 2024 in Ringwood, Hampshire) war ein britischer Autor, römisch-katholischer Priester und Jesuit.

## Leben
De Rosa besuchte von 1950 bis 1956 das Jesuit College of St. Ignatius in London und das St. Edmund’s College of Divinity. Danach studierte er von 1956 bis 1959 an der Gregorianischen Universität in Rom. Er lehrte Metaphysik und Ethik am Westminster Seminary in London und war Dekan für römisch-katholische Theologie am Corpus Christi College in London. 1970 unterzeichnete er gemeinsam mit rund 100 weiteren britischen katholischen Priestern einen Offenen Brief gegen die päpstliche Enzyklika Humanae Vitae. Im selben Jahr entsagte De Rosa dem Priesterstand. Als Autor schrieb de Rosa mehrere Bücher.
De Rosa war seit 1972 verheiratet und hatte zwei Söhne. Zeitweilig lebte er in Irland, wo er sich in dem Dorf Ashford niederließ. Später kehrte er nach England zurück und wohnte in Bournemouth. Er starb mit 91 Jahren nach kurzer Krankheit in einem Pflegeheim in Ringwood.

## Werke in deutscher Übersetzung (Auswahl)
- Mehr Würde, Hochwürden! Heiterer Roman. Kerle, Freiburg 1981, ISBN 3-600-30079-2.
- Hoch lebe Hochwürden! Heiterer Roman. Kerle, Freiburg 1983, ISBN 3-600-30098-9. (Der als Autor genannte „Neil Boyd“ ist ein Pseudonym von Peter de Rosa.[6])
- Gottes erste Diener. Die dunkle Seite des Papsttums. Droemer Knaur, München 1989, ISBN 3-426-26411-0. (Platz 1 der Spiegel-Bestsellerliste vom 10. bis zum 16. und vom 24. bis zum 30. Juli 1989)
- Der Jesus-Mythos. Über die Krise des christlichen Glaubens. Droemer Knaur, München 1991, ISBN 3-426-26509-5.
- Rebellen des Glaubens. Der irische Freiheitskampf 1916–1921. Droemer Knaur, München 1991, ISBN 3-426-26529-X.
- Meine Stunde ist noch nicht gekommen. Ein Roman über die frühen Jahre Jesu. Droemer Knaur, München 1993, ISBN 3-426-63019-5.
- mit Annie Murphy: Annie und der Bischof. Die wahre Geschichte meiner heimlichen Liebe zum Bischof von Irland. Goldmann, München 1993, ISBN 3-442-30593-4.
- Der Vatikan – von Gott verlassen? Kirche, Sex und Tod. Droemer Knaur, München 1993, ISBN 3-426-26510-9.
- Gottes letzter Diener. Droemer Knaur, München 1998, ISBN 3-426-19434-1.